# ドイツ学術交流会

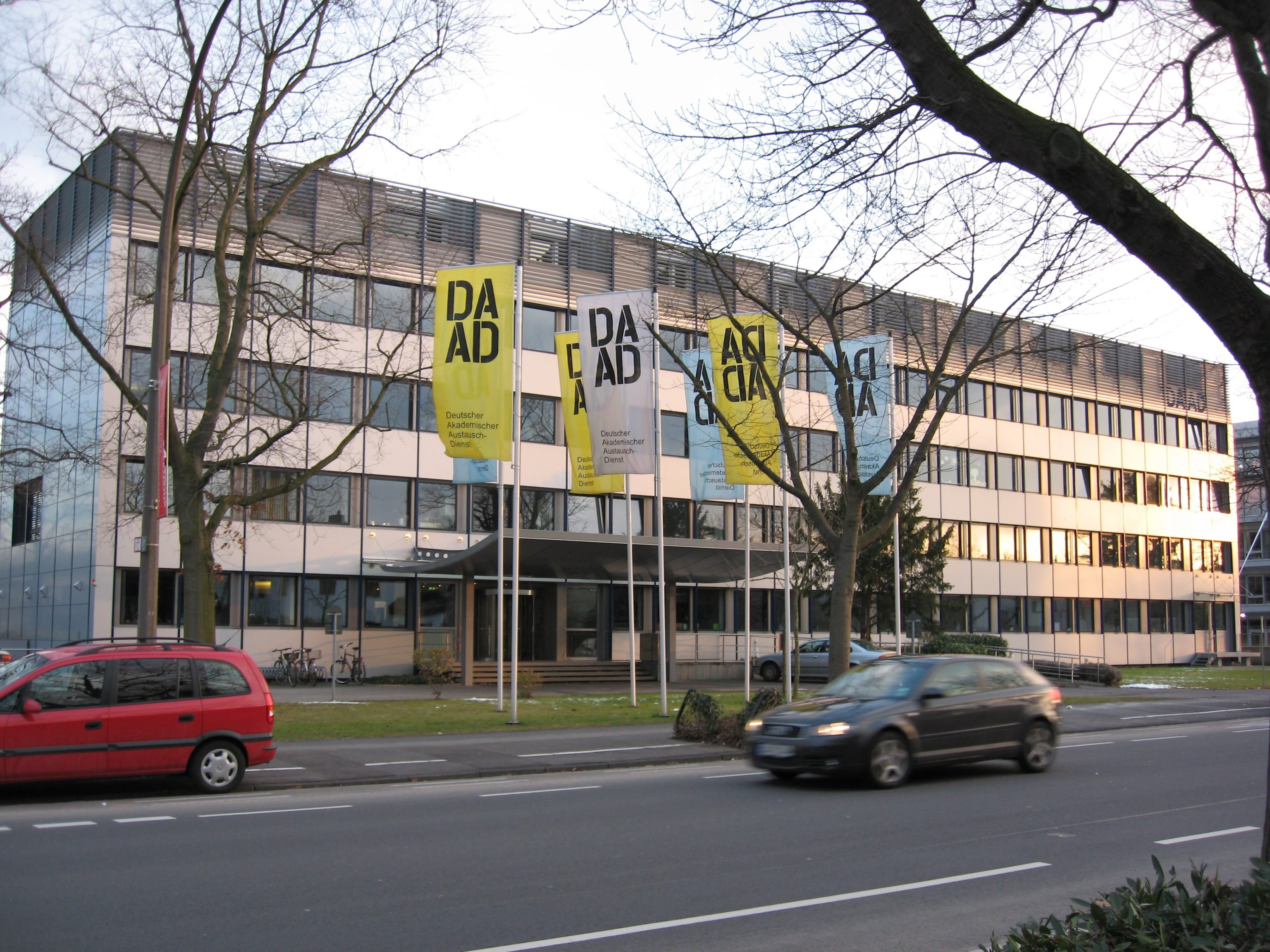
ボンにあるドイツ学術交流会本部

ドイツ学術交流会（Der Deutsche Akademische Austauschdienst、略称：DAAD）は、ドイツ連邦共和国の大学が共同で設置している機関で、大学間における国際交流を促進する役割を担っており、国内外の研究者、大学教員、芸術家、学生を対象にした多様なプログラムやプロジェクトを実施している。
連邦の公的拠出金を財源基盤として運営され、主として外務省、 さらに教育・科学・研究技術省、経済協力省から拠出されている。本部はボンにあり、在外事務所は 2020年現在、 カイロ、ブリュッセル、リオデジャネイロ、北京、パリ、ニューデリー、ジャカルタ、東京、アンマン、ナイロビ、ボゴタ、 メキシコシティ、ワルシャワ、モスクワ、チュニス 、ニューヨーク、ロンドン、ハノイの18都市に設置されている。その他に情報センターが世界の各地に置かれ、情報を提供している。
東京事務所は、日独の大学間における学術交流、および日本企業との協力提携の促進を重要な目的として、1978年4月に開設された。初代のウルリヒ・リンス所長以降、ディルク・シュトゥッケンシュミット所長、ゲオルク・ノイマン所長、イレーネ・ヤンゼン所長、ホルガー・フィンケン所長、ウルズラ・トイカ所長、ドロテア・マーンケ所長そして2022年8月着任のアクセル・カーペンシュタイン所長のもと、各専門分野を代表する日本の大学や研究機関などと常に密接な連携活動を行っている。東京事務所では、ドイツ留学に関する情報の紹介、ドイツに留学する方のためのDAAD奨学金の募集、ドイツから日本へ留学しているDAAD奨学生のサポート、日本の大学で講師として活躍するドイツ語を母語とする教員への情報提供なども行っている。また、元DAAD奨学生が設立した「DAAD友の会」も積極的な活動をしている。

## 日本人元奨学生
歴史学
- 栗生澤猛夫（ベルリン）

教育学
- 潮木守一（カッセル）

美術
- 東山魁夷（ベルリン）
- 佐藤一郎（ハンブルク）
- 赤木範陸（ミュンヘン）

音楽
- 篠原 眞（（ベルリン）1966年　作曲家
- 平松英子（ミュンヘン）声楽家　（ソプラノ）
- 小杉武久（ベルリン） 1981年
- 鈴木昭男（ベルリン）
- 岡山潔（ ハンブルク）
- 樋口隆一（テュービンゲン）
- 日比啓子（シュトゥットガルト）

神学
- 大貫隆（ヴュルツブルク、（ミュンヘン）

法学
- 井田良（エアランゲン）
- 石川明（ミュンヘン）
- 三上威彦（慶應義塾大学名誉教授）（ザールブリュッケン）

医学
- 吉田久（東京医科歯科大学元学長）（ボン）
- 木村敏（ミュンヘン）、（ハイデルベルク）

天文学
- 小平桂一（キール）

文学
- 内垣啓一 （ハンブルク）
- 濱川祥枝（浜川祥枝）（ミュンヘン）
- 生野幸吉（ミュンヘン）
- 岩淵達治（ミュンヘン）
- 小塩節（マールブルク）
- 平尾浩三 （ハンブルク）
- 柴田翔（ フランクフルト）
- 辻瑆
- 橋本孝（マールブルク、 フライブルク、 ミュンスター）
- 相澤啓一（ケルン、ミュンヘン）

語学
- 早川東三（ ボン）
- 岩﨑英二郎（ボン）

哲学
- 三島憲一（テュービンゲン）

社会学
- 森川剛光（慶應義塾大学教授）（カッセル）

体育学
- 瀧澤康二（日本体育大学名誉教授）（ケルン）

鉄道工学
- 仲津英治（元JR西日本NPO法人エコネット近畿理事長）（ブラウンシュヴァイク）